# 미스 글로브
미스 글로브(Miss Globe)는 Mr. Chalie See에 의해 1974년 첫 대회가 개최된 이후, 세계적인 대회로 성장한 미인대회이다.
미국 헐리우드에서 시작한 대회는 여러 나라를 거치다 1988년부터 터어키에서 1999년까지 개최된다. 이때 Mr. Chalie See는 터어커 주최자인 Mr. Rasim Aydin과 함께 Miss Globe 대회 개최와 프로모션을 위한 RCA Global Entertainment라는 회사를 설립하게 된다.
이 후 2004년부터 2009년까지 알바니아에서 열리게 되며, 이 기간 중 설립자 Mr. Chalie See는 작고하게 된다.
그 후, Mr. Chalie See와 알바니아 주최자인 Mr. Petri Bozo와의 계약이 끝나는 2009년을 끝으로 터어키에 있는 RCA가 Miss Globe의 소유권자임을 내세우게 된다. 이때 설립자의 부인인 Mrs. Ann See씨가 알바니아의 Mr. Petri Bozo와 계약을 체결하게 하고, 2010년부터는 Miss globe라는 타이틀로 알바니아에서, 터어키의 RCA는 단독으로 Miss Globe International이라는 타이틀로 터어키에서 개최하게 된다.
Miss Globe는 이후 2015년 캐나다, 2019년 몬테네그로에서 개최된 것을 제외하고 알바니아에서 계속 개최되고 있으며, Miss Globe International은 2010년 ~ 2012년은 Northern Cyprus 에서, 2014년은 Azerbaijan에서 개최하였으며 2016년부터는 대회를 개최하지 못하고 있다.
2015년 설립자인 Mr. Chalie See의 가족은 Miss Globe를 캐나다의 Mr. Albert Xhaferri와 Mr. Dickson Ng에게 매각하고, 이들은 Miss Globe 인수를 계기로 Miss Globe Group이라는 회사를 설립하여, 이를 기점으로 2016년 Miss Globe 대회는 캐나다 Miss Globe Group에 의해 도미니카 공화국에서 43회 Miss Globe를 개최하게 되고, 기존의 Miss Globe를 개최하였던 알바니아의 Mr. Petri Bozo는 대회명을 The Miss Globe로 변경하여 알바니아서 개최하게 된다.
Miss Globe는 현재 법적으로는 설립자 가문으로부터 브랜드를 인수한 Miss Globe Group이라는 회사는 1974년부터 역사의 정통성을 가지고 있는 것으로 판단하며 1975년 설립자가 등록한 상표권 역시 Miss Globe Group이 현재 소유하고 있다.
한국은 2008년부터 본 대회에 대한민국 대표를 보내고 있다. 2019년부터는 세종대왕 소헌왕후 선발대회 소헌왕후 부문 수상자가 한국을 대표해 출전하고 있다.

## 같이 보기
- 세종대왕 소헌왕후 선발대회
- 미스 유니버스
- 미스 월드
- 미스 인터내셔널
- 미스 그랜드 인터내셔널
- 미스 투어리즘 퀸 인터내셔널
- 페이스 오브 뷰티 인터내셔널
- 미시즈 글로브
- 미시즈 글로브 클래식
- 리틀 미스 루미에르 인터내셔널 월드
- 미스 코리아
- 미스 그랜드 코리아
- 결혼정보회사